# Justus Donker
Justus Donker (ook wel bekend als Just Donker) (Rotterdam, 8 januari 1966) is een Nederlands kunstschilder.
Donker werd begin jaren negentig bekend als lid van de groep After Nature, waarvan hij vanaf 1989 deel uitmaakte tot het uiteenvallen in 1995. Andere leden van de groep waren Peter Klashorst, Jurriaan van Hall, Bart Domburg en Ernst Voss. De eerste tentoonstelling van After Nature met Donker vond plaats in 1990 in de Seasons Galerie in Den Haag. In de jaren daarna bezochten de leden van deze groep een aantal keren de Verenigde Staten om deel te nemen aan tentoonstellingen en schilderperformances.
Met zijn eveneens schilderende broers Gijs Donker (1964) en Aad Donker (1967-1998), die ook lid waren van After Nature, werd hij bekend als een van 'de gebroeders Donker' of 'de Donker broers'. Na het overlijden van zijn broer Aad stopte Donker een aantal jaren met schilderen en verhuisde naar Wehe-den Hoorn in de provincie Groningen. In 2009 verhuisde hij weer naar Leiden, waar hij opgegroeid is.

## Trivia
- Zijn zoons Fela en Dali schilderen ook en vormen samen met enkele anderen het 'Donker Collectief'.
- Justus Donker is de middelste zoon van de Rotterdamse uitgever Willem Donker.[2]